# تحت النيران
تحت النيران (بالإنجليزية: Under Fire)‏ هو فيلم إثارة سياسي أمريكي من إخراج روجر سبوتيسوود وبطولة نيك نولتي، جين هاكمان وجوانا كاسيدي. صدر الفليم في 21 أكتوبر 1983.

## روابط خارجية
تحت النيران على موقع IMDb (الإنجليزية)
- تحت النيران على موقع روتن توميتوز (الإنجليزية)
- تحت النيران على موقع نتفليكس (الإنجليزية)
- تحت النيران على موقع ألو سيني (الفرنسية)
- تحت النيران على موقع أول موفي (الإنجليزية)
- تحت النيران على موقع بوكس أوفيس موجو (الإنجليزية)
- تحت النيران على موقع فيلمافينيتي (الإسبانية)
- تحت النيران على موقع قاعدة بيانات الأفلام السويدية (السويدية)
- تحت النيران على موقع قاعدة بيانات الفيلم (الإنجليزية)
- تحت النيران على موقع ليتربوكسد (الإنجليزية)